# Pallanuoto ai campionati mondiali di nuoto 2003
I tornei di pallanuoto ai campionati mondiali di nuoto 2003 si sono svolti dal 13 al 26 luglio 2003 a Barcellona, in Spagna. Si è trattata della 10ª edizione del torneo maschile e della 6ª edizione di quello femminile.
Le squadre partecipanti sono state 16 per ciascuno dei due tornei.

## Calendario
|                  | Torneo maschile     | Torneo femminile    |
| ---------------- | ------------------- | ------------------- |
| Fase preliminare | 14 - 16 - 18 luglio | 13 - 15 - 17 luglio |
| Ottavi           | 20 luglio           | 19 luglio           |
| Quarti           | 22 luglio           | 21 luglio           |
| Semifinali       | 24 luglio           | 23 luglio           |
| Finali           | 26 luglio           | 25 luglio           |

## Podi

### Uomini
| Evento                         | Oro | Argento | Bronzo |
| Pallanuoto maschile (dettagli) | Ungheria Tibor Benedek Péter Biros Rajmund Fodor István Gergely Tamás Kásás Gergely Kiss Norbert Madaras Tamás Molnár Barnabás Steinmetz Zoltán Szécsi Tamás Varga Zsolt Varga Attila Vári | Italia Alberto Angelini Fabio Bencivenga Fabrizio Buonocore Alessandro Calcaterra Roberto Calcaterra Maurizio Felugo Goran Fiorentini Marco Gerini Andrea Mangiante Francesco Postiglione Bogdan Rath Carlo Silipo Stefano Tempesti | Serbia e Montenegro Aleksandar Ćirić Vladimir Gojković Danilo Ikodinović Viktor Jelenić Predrag Jokić Nikola Kuljača Slobodan Nikić Aleksandar Šapić Dejan Savić Denis Šefik Vanja Udovičić Vladimir Vujasinović Boris Zloković |

### Donne
| Evento                          | Oro | Argento | Bronzo |
| Pallanuoto femminile (dettagli) | Stati Uniti Nicolle Payne Heather Petri Ericka Lorenz Brenda Villa Ellen Estes Natalie Golda Margaret Dingeldein Jacqueline Frank Heather Moody Robin Beauregard Amber Stachowski Gabrielle Domanic Thalia Munro | Italia Francesca Conti Martina Miceli Carmela Allucci Silvia Bosurgi Erika Lava Manuela Zanchi Tania Di Mario Cinzia Ragusa Giusi Malato Alexandra Araujo Maddalena Musumeci Melania Grego Noémi Tóth | Russia Valentina Vorontsova Natalya Shepelina Yekaterina Salimova Sof'ja Konuch Elena Smurova Galina Zlotnikova Anastassia Zoubkova Veronika Linkova Tat'jana Petrova Olga Turova Ekaterina Shishova Svetlana Bogdanova Maria Yaina |

## Medagliere
| Pos.   | Paese               | Oro | Argento | Bronzo | Totale |
| ------ | ------------------- | --- | ------- | ------ | ------ |
| 1      | Ungheria            | 1   | 0       | 0      | 1      |
| 1      | Stati Uniti         | 1   | 0       | 0      | 1      |
| 3      | Italia              | 0   | 2       | 0      | 2      |
| 4      | Serbia e Montenegro | 0   | 0       | 1      | 1      |
| 4      | Russia              | 0   | 0       | 1      | 1      |
| Totale | Totale              | 2   | 2       | 2      | 6      |